# Cementrustiek

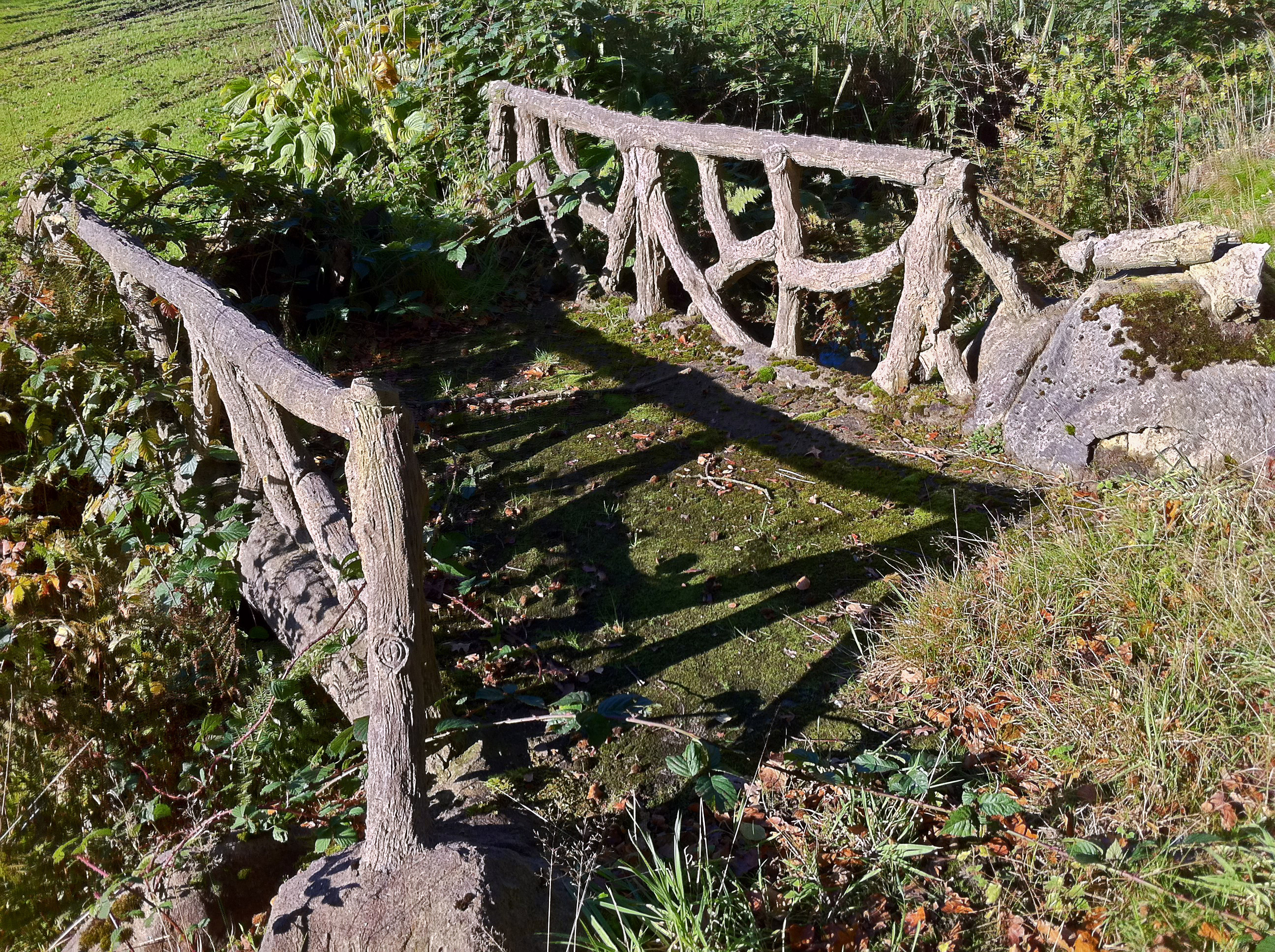
De faux bois leuningen van een bruggetje achter Paleis Soestdijk.

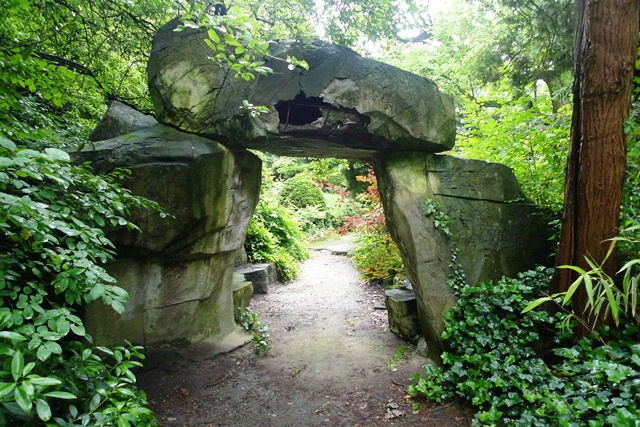
Groenhof, Belsele: onderdoorgang in cementrustiek

Cementrustiek is de naam voor ornamenten en bouwmaterialen die eruitzien als gesteente, hout of een ander natuurlijk materiaal, maar in werkelijkheid gemaakt zijn van cementmortel. Deze constructies werden in situ door rocailleurs gemaakt. Andere benamingen zijn kunstbeton, rocaille, rotswerk, imitatiehout of faux bois. Cementrustiek werd vanaf de tweede helft van de 19e eeuw tot eind jaren 1940 veel gebruikt voor het verfraaien van gebouwen, tuinen en parken. In katholieke landen en regio's werd de techniek veel toegepast in Lourdesgrotten. 

## Geschiedenis
Al in de Grieks-Romeinse oudheid werden grotten en rotspartijen nagebouwd om tuinen te verfraaien. Aanvankelijk werden hier echte rotsblokken en boomstammen voor gebruikt, wat kostbaar en omslachtig was. De uitvinding van portlandcement (ca. 1824) maakte het mogelijk om hout, rotsen, schelpen en andere voorwerpen uit de natuur na te maken. Portlandcement is makkelijk aan te voeren, kan als het uitdroogt makkelijk worden bewerkt en vormgegeven, en is uiteindelijk even hard als portlandsteen.
Cementrustiek werd als mengsel van beton, mortel en specie aangebracht op een stalen frame of armatuur. Het uiteindelijke vormgeven gebeurde terwijl het mengsel nog nat was en ongeveer de dikte had van stopverf. Ambachtslieden gebruikten hiervoor verschillende technieken. Details als houtnerf werden levensecht weergegeven. Soms werd het oppervlak ook nog geschilderd. De bedoeling was dat het eindresultaat er zo natuurlijk mogelijk uitzag.
Cementrustiek werd waarschijnlijk voor het eerst gemaakt door Franse tuinlieden die "rocailleurs" (rotsmakers) werden genoemd. Bij de introductie van de techniek speelden metselaars en stukadoors uit Noord-Italië een rol, die in de tweede helft van de negentiende eeuw werk zochten in Frankrijk en relevante vakkennis meebrachten. De stijl heeft wortels in trompe-l'oeil uit de Renaissance.  Een vroege toepassing was in het Parc des Buttes-Chaumont in Parijs bij een expositie in 1867. In 1873 verwerkte de uitvinder van ferrocement, Joseph Monier, het materiaal in bruggen. Hij ontwierp de eerste brug van gewapend beton over de slotgracht van kasteel Chazelet in Frankrijk. Cementrustiek werd gebruikt om de leuningen en balken het uiterlijk van houten palen en balken ('faux bois') te geven.  
De techniek was tussen het eind van de 19e eeuw en de jaren 1940 populair in grote delen van Europa en in Noord en Zuid-Amerika. Het werd toegepast in in woonhuizen, bruggen, follies, kiosken en muziektenten, decoratieve cascades, grotten en rotspartijen, dierentuinen, aquaria en wintertuinen. De indruk bestaat dat cementrustiek in katholieke landen en regio's populairder is geweest dan in protestantse gebieden, mogelijk omdat de aanleg van Maria- of Lourdesgrotten de introductie van de techniek stimuleerde.

## Herwaardering en conservering
Cementrustiek werd lang gezien als kitsch. Sinds eind 20 eeuw is er meer waardering voor deze decoratietechniek gekomen. Ook is er meer aandacht voor restauratie en conservering: cementrustiek bevindt zich vaak in de openlucht en heeft veel te lijden van weer en wind. Zowel in België als Nederland zijn objecten met decoratie van cementrustiek opgenomen in de monumentenlijsten.

## Galerij

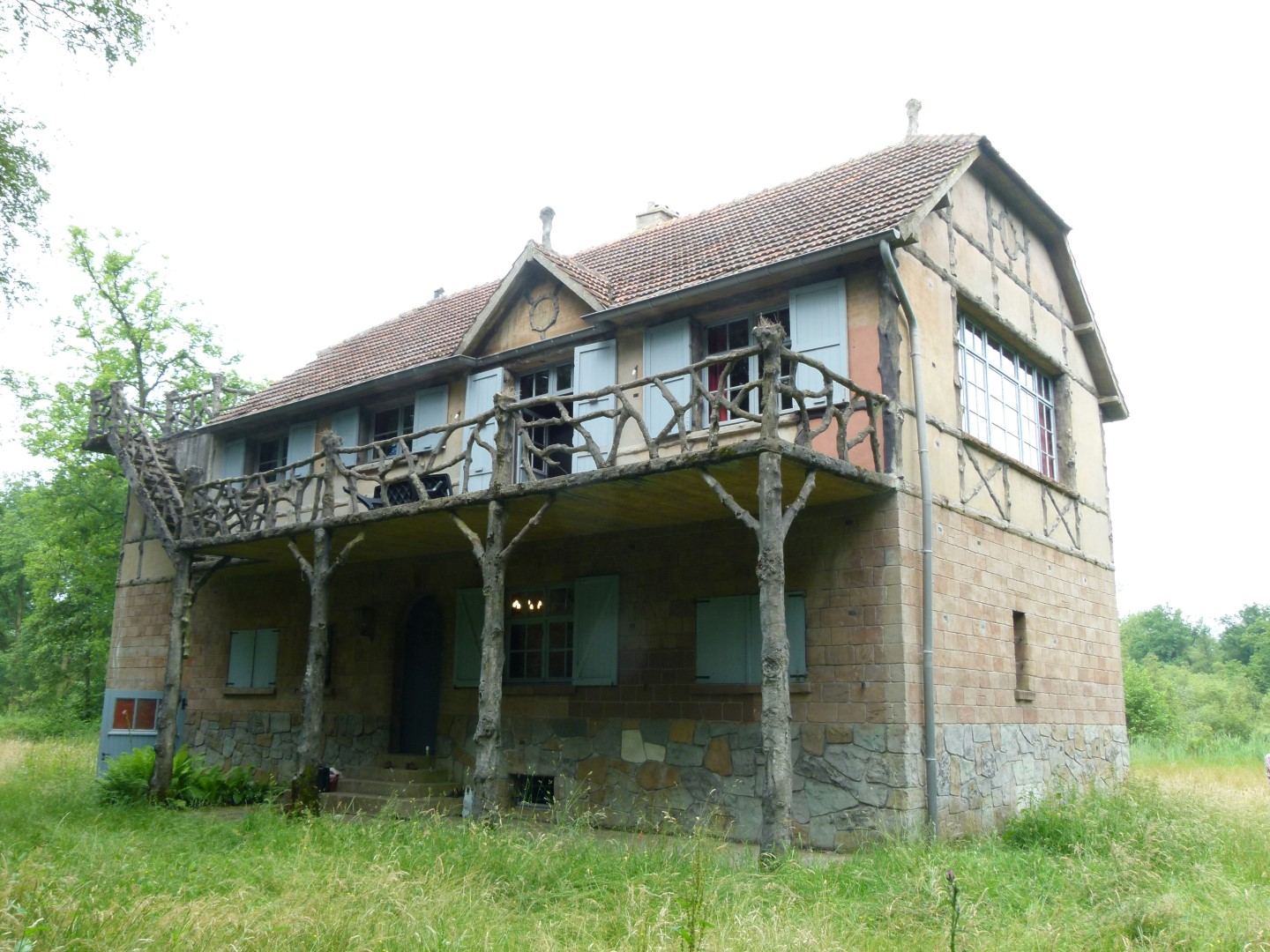
Jachthuis, Oud-Turnhout.  De pilaren en balustrade van het balkon zijn cementrustiek (faux bois)
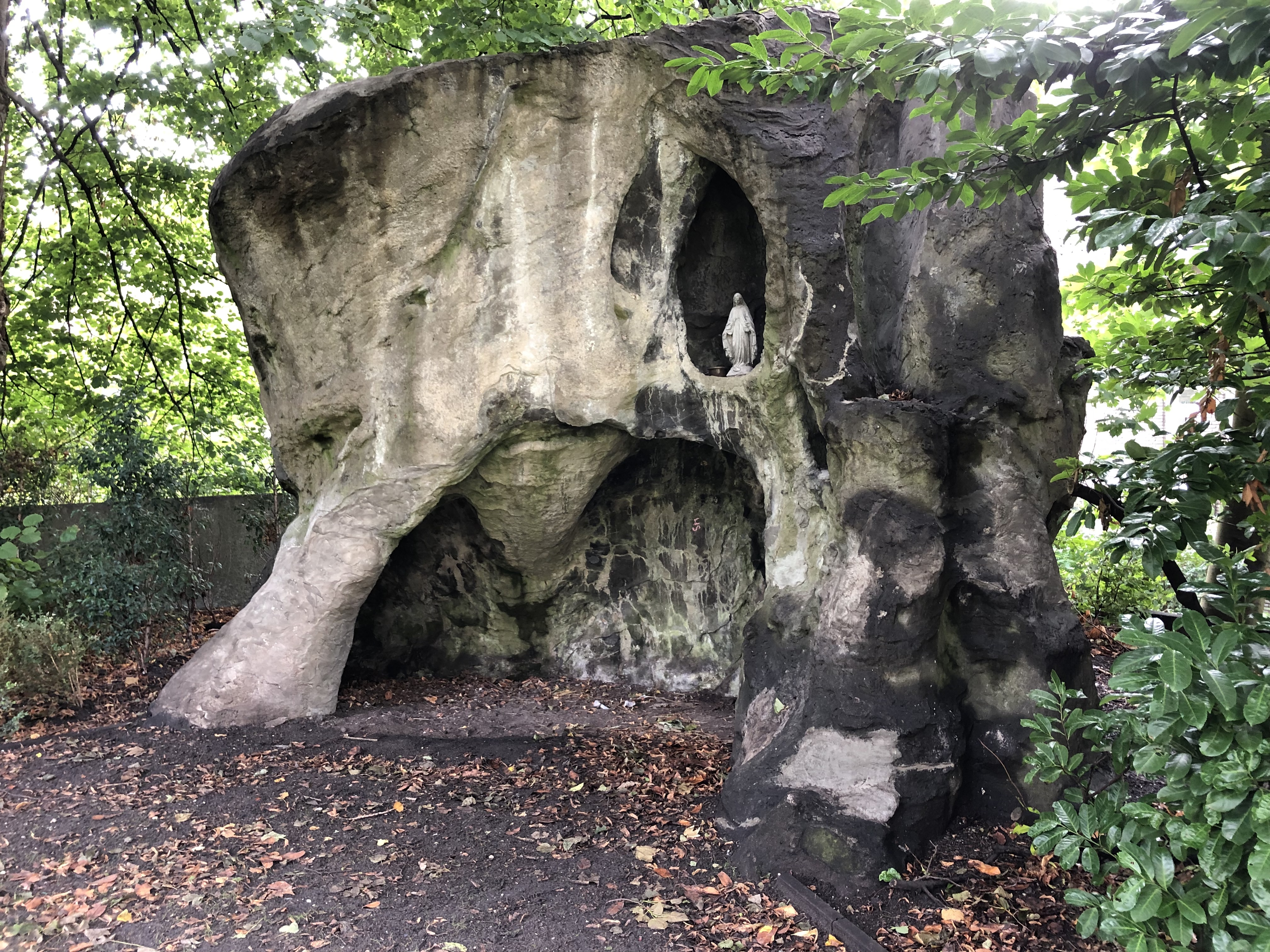
Lourdesgrot, Amsterdam
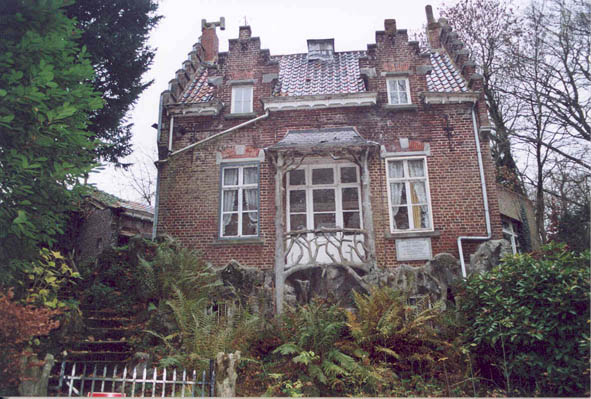
Woonhuis in Anzegem, met cementrustiek balkon
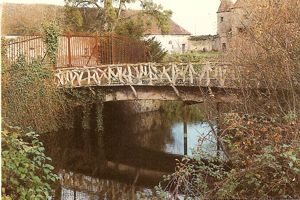
Cementrustieke brug over slotgracht van het kasteel in Chazelet